# Memorial Frei Damião
O Santuário Memorial Frei Damião, situado na cidade de Guarabira (Paraíba), é um projeto arquitetônico composto de um museu e uma estátua, em homenagem ao frade capuchinho Frei Damião de Bozzano, um missionário do Nordeste brasileiro. Atualmente é considerada a terceira maior estátua do Brasil.
A inauguração, em dezembro de 2004, contou com a presença de mais de 50 mil fiéis. Foram realizadas parcerias entre a Diocese de Guarabira, a prefeitura de Guarabira e o governo do estado da Paraíba em sua edificação.
O santuário foi projetado pelo Arquiteto Alexandre Azedo e o Memorial Frei Damião, de autoria do Arquiteto paraibano Gilberto Guedes. A construção da obra foi iniciada em 27 de março de 2000. O Santuário foi arquitetado pela Diocese de Guarabira e também foram muito importantes para a sua construção, a então prefeita de Guarabira (2000) Léa Toscano, e seu marido o deputado estadual Zenóbio Toscano.
O local foi transformado em santuário através de um decreto emitido pelo então administrador apostólico Dom Jaime Vieira Rocha em 2007, tendo como primeiro reitor o padre Gaspar Rafael Nunes.
Em 29 de abril de 2013, Dom Lucena, bispo de Guarabira entregou o Santuário de Frei Damião aos cuidados da Ordem dos Frades Menores Capuchinhos, da qual o Servo de Deus Frei Damião fazia parte. Nomeando reitor o Frei José Walden de Oliveira, OFMcap. Atualmente, administra o local o padre José André da Silva Anselmo, está sendo o sexto reitor do Memorial.

## Situação geográfica
O santuário fica situado em Guarabira, no Piemonte da Borborema, a 98 quilômetros da capital, João Pessoa, no estado da Paraíba, na Serra da Jurema (Nome denominado ao pico onde se encontra o Memorial).

## Atrações turísticas
A principal atração do Santuário é a estátua do Frei Damião que tem cerca de 34 metros de altura e pode ser vista de qualquer ponto da cidade. Do alto da Serra da Jurema, é possível ver toda a cidade, e algumas cidades próximas situadas num raio de 50 quilômetros.
O monumento possui ainda um museu,que foi montado com a consultoria da Fundação Joaquim Nabuco, casa de ex-votos, praça de celebração, capela e Via Sacra.
O museu do Santuário de Frei Damião além de objetos pessoais, fotografias e artigos religiosos dispõe ainda de várias estátuas em tamanho natural, as quais reproduzem aspectos da vida do Santo das Missões.
Por decreto da lavra do Administrador Apostólico da Diocese de Guarabira, Dom Jaime Vieira Rocha, o Memorial de Frei Damião, no final de 2007, foi elevado à categoria de Santuário Diocesano. Com a medida lá podem ser realizados casamentos e batizados.
Acesso
Os dois acessos ao Santuário são pavimentados e iluminados. Do alto, pode-se ver toda a cidade de Guarabira. Ao longo do percurso, é possível ver todas as estações da Via Crucis, fruto do trabalho de artesões locais, além do Cruzeiro, que foi erguido bem antes do Memorial, na década de 60.
Posição.
Com aproximadamente 34 metros de altura o memorial atrai turistas de vários locais e é a terceira maior estátua do Brasil, superada apenas pelo Cristo Redentor e pelo Alto de Santa Rita de Cássia no Rio Grande do Norte.

## Galeria

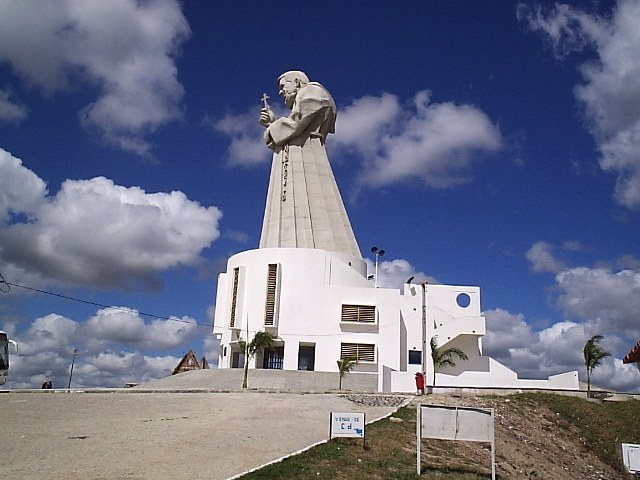
Visão lateral do Santuário.
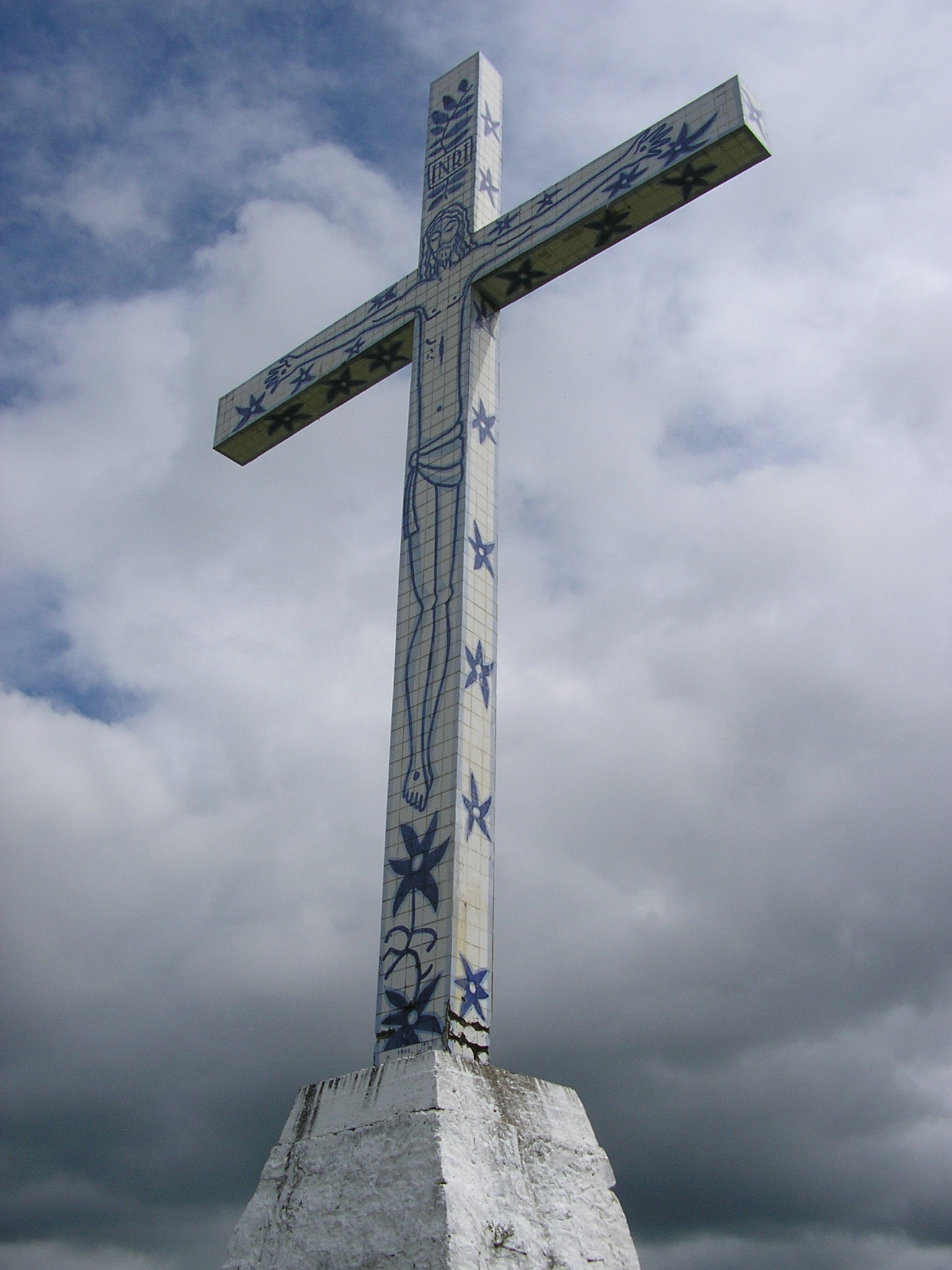
O Cruzeiro.
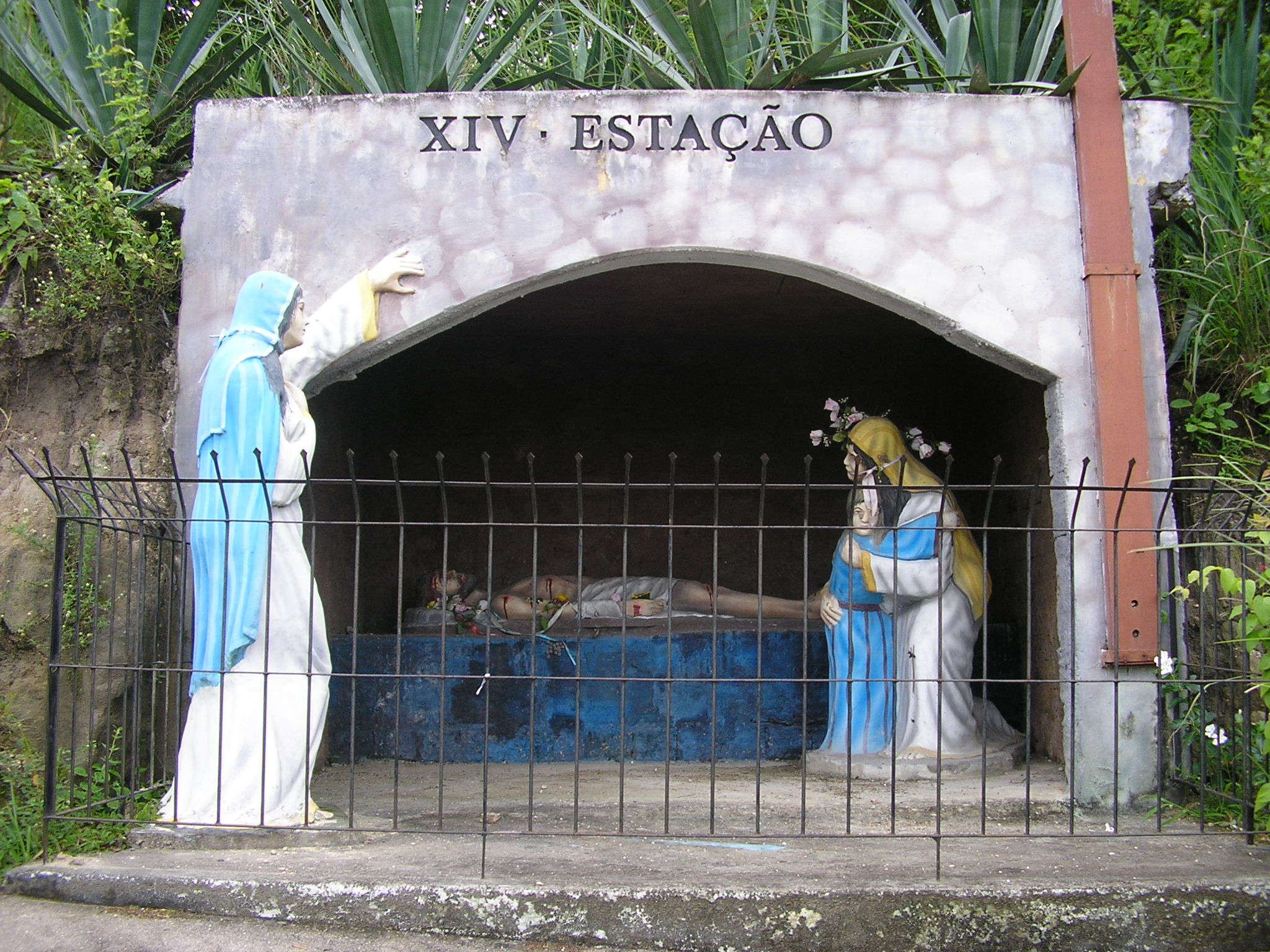
XIV Estação da Via Sacra.